# Tűzmadár (balett)
A Tűzmadár (franciául: L'Oiseau de feu; oroszul: Жар-птица, Zsar-ptyica) egy balettelőadás, az orosz zeneszerző, Igor Stravinsky műve. Az 1910-es évadban, Szergej Gyagilev Párizsban működő Orosz Balett Társulata mutatta be Mihail Fokin koreográfiájával. A forgatókönyvet Alekszandr Benua írta. Mihail Fokin az orosz Tűzmadár mesét vette alapul, melyben a madár egyaránt jelenthet áldást, de átkot is tulajdonosának. Az 1910. június 25-én tartott bemutató a párizsi operaban nagy sikert aratott mind a közönség, mind a kritikusok körében.
A balett történelmi jelentőséggel bír, nem csak Sztravinszkij úttörő darabjaként, de úgy is, mint a Gyagilev és a zeneszerző együttműködésének kezdete, amelyből később megszületett a Petruska, a Tavaszi áldozat, a Pulcinella és más művek.

## Háttér
A zeneszerző apja Fjodor Sztravinszkij a Cári Opera igazgatója volt Szentpéterváron, anyja Anna Sztravinszkaja (született: Holodovszkaja), amatőr énekesnő és zongorista, régi orosz család sarja. Fjodor társulata sok vezető orosz zenésszel tartott kapcsolatot (köztük Rimszkij-Korszakov, Borogyin, Muszorgszkij). Ennek révén Igor zeneileg intenzív közegben nőtt fel. 1901-ben jogi tanulmányokat kezdett a Szentpétervári Egyetemen. Miután lenyűgözte Rimszkij-Korszakovot néhány korai kompozíciójával, az idős zeneszerző irányításával kezdett el dolgozni. Mentora halála után, 1907-ben több művet is szerzett, többek között az f-moll zongoraszonátát (op. 1), 1908-ban pedig a zenekarra írt Tűzijáték című darabját.
1909-ben mutatták be a Tűzijátékot, Szentpétervárott. A közönség soraiban ott volt a társulat vezetője, Szergej Gyagilev, aki akkoriban tervezte bemutatni az orosz zenét és művészetet a nyugati közönségnek. Eredetileg Gyagilev is jogot tanult, de érdekelte az újságírás és a színház világa is. 1907-ben kezdte színházi karrierjét öt koncertjének bemutatásával Párizsban; a következő évben bemutatta Muszorgszkij operáját, a Borisz Godunovot. 1909-ben, szintén Párizsban, ő alapította az Orosz Balett Társulatot, amely többek között az Igor herceget és a Seherezádét vitte színre. Ezekhez a művekhez Gyagilev Mihail Fokin koreográfust hívta meg, a díszlet- és ruhatervező Leon Bakszt volt, a táncosok egyike pedig Vaclav Fomics Nyizsinszkij. Gyagilev szándéka azonban az volt, hogy létrehozzon egy új, működőképes, jellegzetesen 20. századi társulatot, ehhez keresett friss, tehetséges zeneszerzőket.

## Keletkezés és premier
Alekszandr Benua azt írta 1910-ben, hogy ő már két évvel korábban javasolta Gyagilevnek az orosz nemzeti balett fellendítését. Az ötlet annál is inkább vonzó volt, mivel a franciáknál ismét feléledt az érdeklődés az orosz táncok iránt, valamint az állami opera nagyon drágán működött. Az ötlet, hogy összekeverjék a mitikus Tűzmadarat a Halhatatlan Koscsej orosz népmesével, talán egy népszerű gyermekvers révén született meg. Jakov Polonszkij, Téli utazásában (1844) olvashatjuk:
És álmaimban láttam magamat egy farkas hátánAhogy megyek az erdő ösvényénHogy megütközzek a varázslócárralAzon a földön, ahol a cárevna ül a zár és a kulcs alatt,Felrakva egy tömör fal mögé.Kertek veszik körül az üvegpalotát;Tűzmadarak dalolnak éjszakánkéntÉs arany gyümölcsből csipegetnek. 